# Euonymus
Genre
Classification phylogénétique
Euonymus est un genre de la famille des Celastraceae comprenant de 170 à 180 espèces d'arbres, arbustes et plantes radicantes à feuilles caduques ou persistantes. La plupart sont originaires de l'Asie du Sud-Est (y compris l'Himalaya), mais on en trouve ailleurs en Asie, ainsi qu'en Europe, Amérique du Nord, Australasie et Madagascar. C'est le genre des fusains véritables.

## Description
Les feuilles sont opposées, rarement alternées, de forme elliptiques à ovales ou lancéolées, acuminées, finement dentées. Elles deviennent généralement rouges à l'automne.
Les fleurs sont jaunâtres ou verdâtres, formées de quatre pétales, en groupes de plus de dix, à l'aiselle des feuilles.
Les fruits sont des capsules ressemblant à des baies, formées de quatre, parfois cinq lobes, de couleur rose à rouge. À l'automne, elles se fissurent pour laisser s'échapper des graines gainées d'une arille orange vif à rouge chair. Les graines sont ingérées par les oiseaux qui digèrent la partie charnue extérieure et dispersent les graines avec leurs déjections.
Toutes les parties de la plantes sont toxiques si ingérées par l'humain.

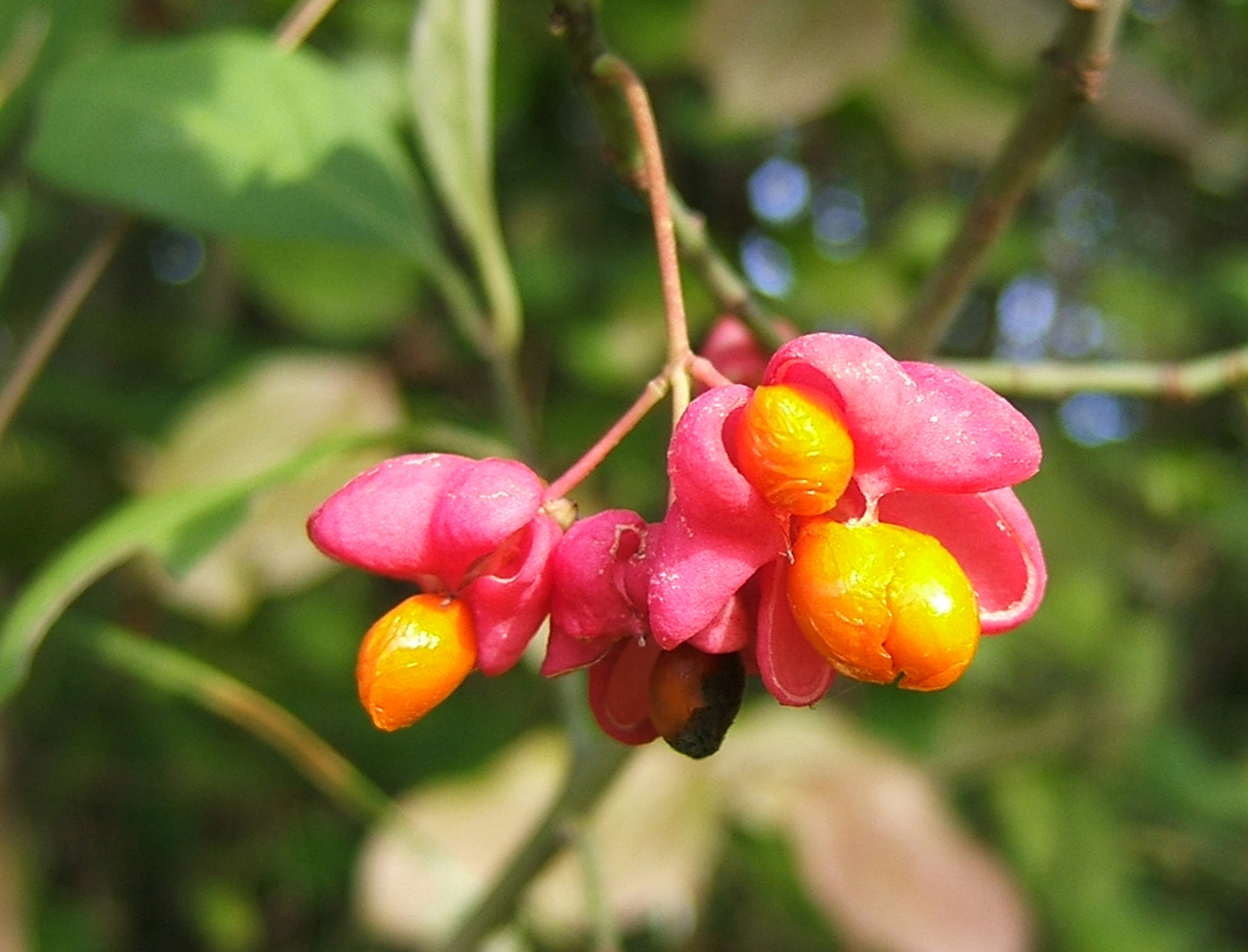
Fruits mûrs de Euonymus europaeus, le fusain d'Europe, ouvert, révélant leurs graines

## Utilisation
Ils sont principalement utilisés comme arbre d'ornement pour leurs feuillages d'automne et leurs fruits décoratifs.
Euonymus europaeus, le fusain d'Europe, pousse naturellement dans les haies des bocages, les lisières et parfois même les ripisylves.

## Liste d'espèces
Quelques espèces :
| - Euonymus alatus (Thunb.) Siebold - Fusain ailé - Euonymus americanus L. - Euonymus aquifolium - Euonymus aptera Regel - Euonymus atropurpureus Jacq. - Euonymus bungeanus Maxim. - Euonymus chinensis - Euonymus cornutus - Euonymus echinatus - Euonymus europaeus L. - Fusain d'Europe, Fusain. - Euonymus fimbriatus - Euonymus fortunei (Turcz.) Hand.-Maz. - Fusain de Fortune - Euonymus frigidus - Euonymus glaber - Euonymus grandiflorus - Euonymus hamiltonianus Wall - Euonymus ilicifolius - Euonymus japonicus Thunb. - Fusain du Japon - Euonymus kiautschovicus Loes. - Euonymus lanceolatus - Euonymus latifolius - Fusain à larges feuilles - Euonymus lucidus | - Euonymus macropterus - Euonymus melananthus - Euonymus monbeigii - Euonymus myrianthus - Euonymus nanoides - Euonymus nanus Bieb. - Euonymus obovatus Nutt. - Euonymus occidentalis Nutt. ex Torr. - Euonymus phellomana Loes. ex Diels - Euonymus oresbius - Euonymus oxyphyllus - Euonymus pauciflorus - Euonymus patens Rehder - Euonymus phellomanus - Euonymus planipes - Euonymus sachalinensis - Euonymus sanguineus - Euonymus semenovii - Euonymus tingens - Euonymus velutinus - Euonymus verrucosoides - Euonymus verrucosus - Euonymus wilsonii |

## Galerie

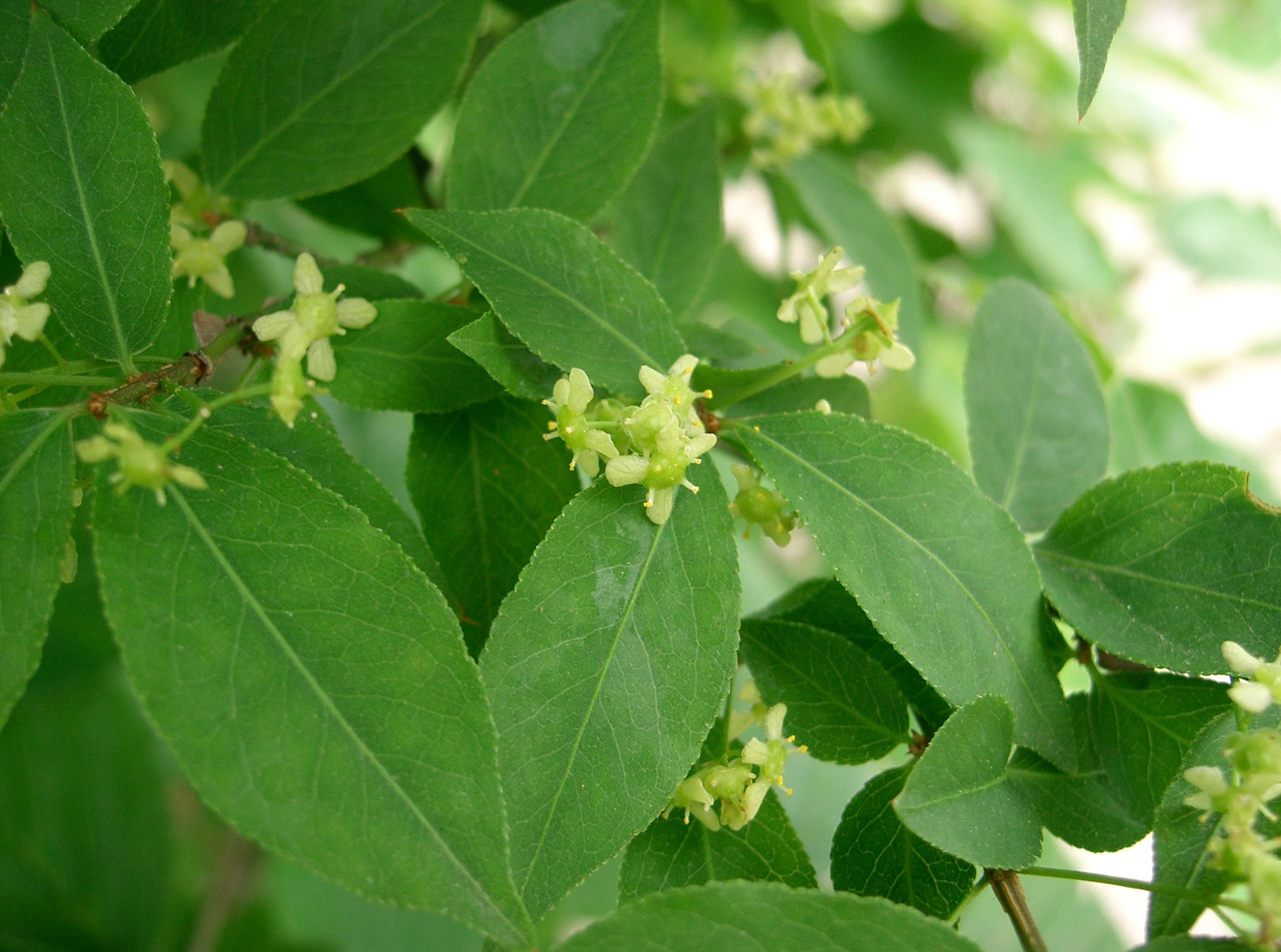
Détail des feuilles et fleurs de Euonymus alatus
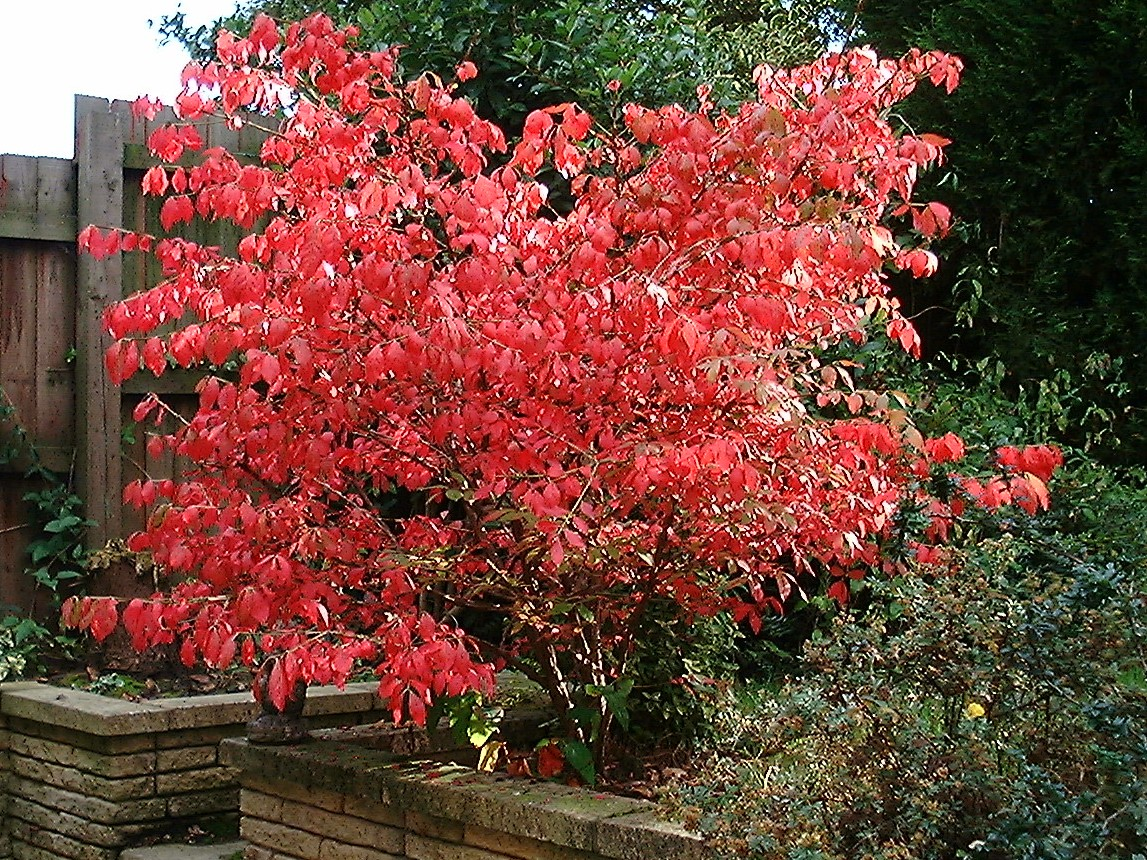
Feuillage d'automne de Euonymus alatus
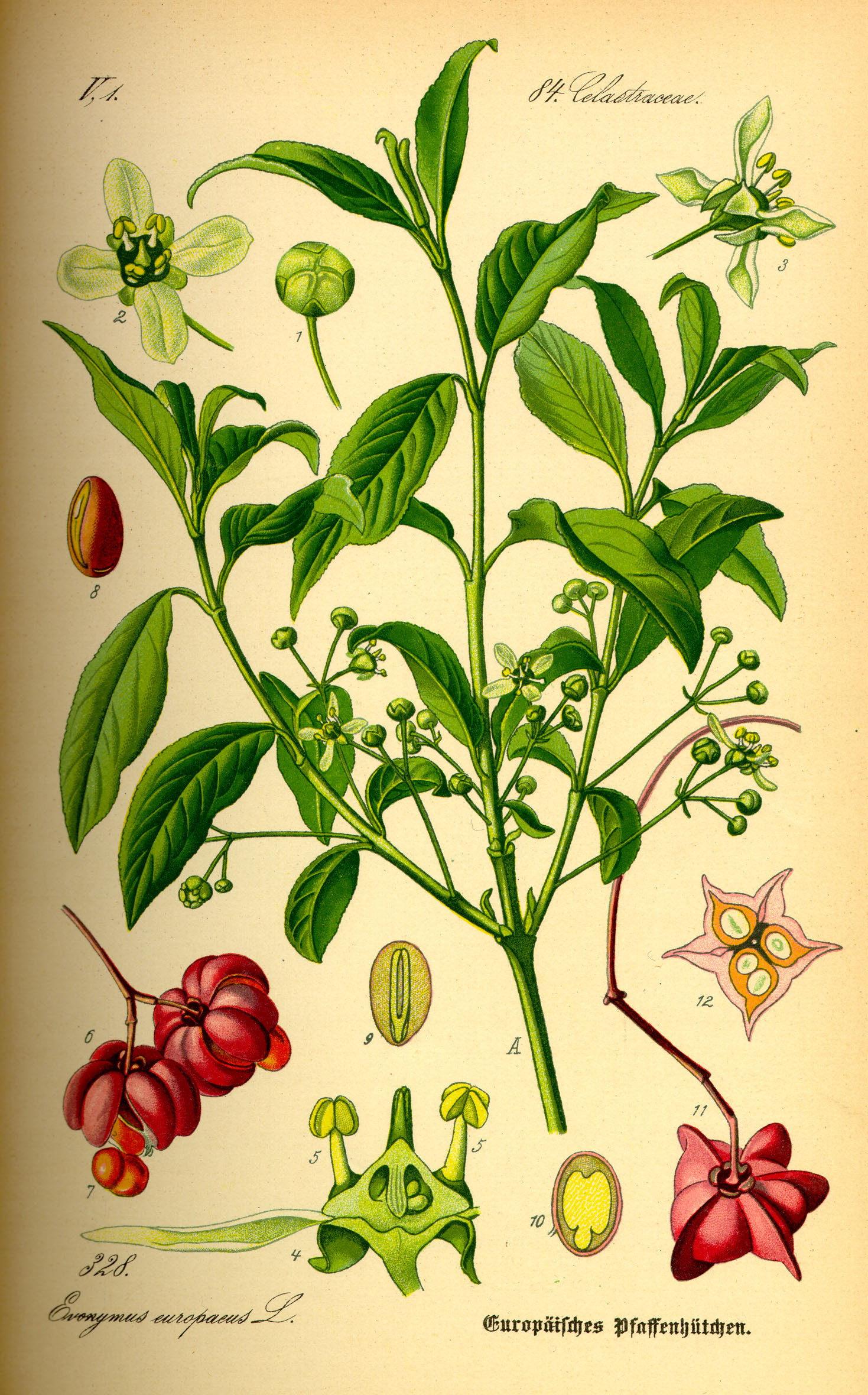
Planche botanique de Euonymus europaeus, le fusain d'Europe
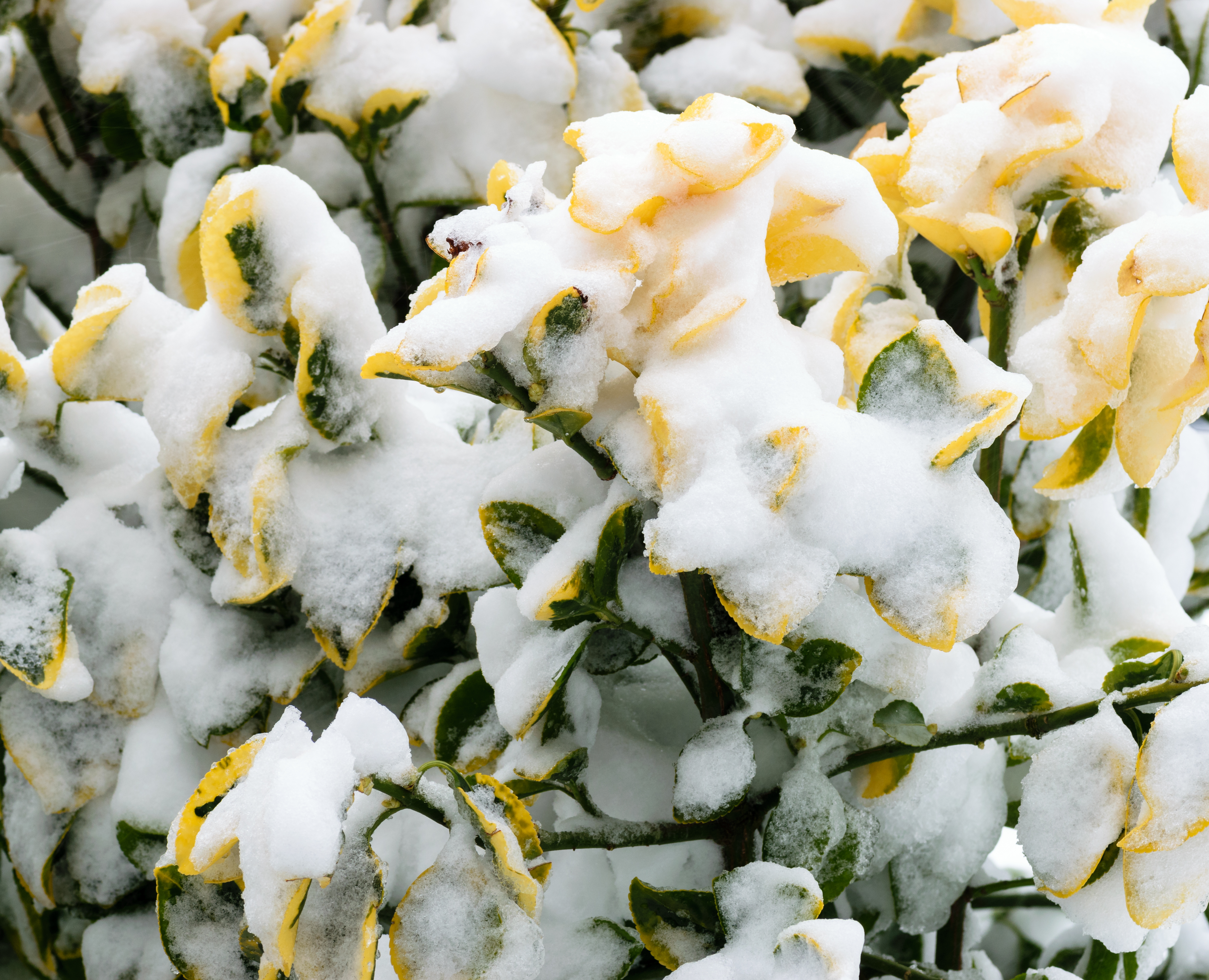
Euonymus durant le Blizard nord américain de janvier 2018 (en) à Virginia Beach.

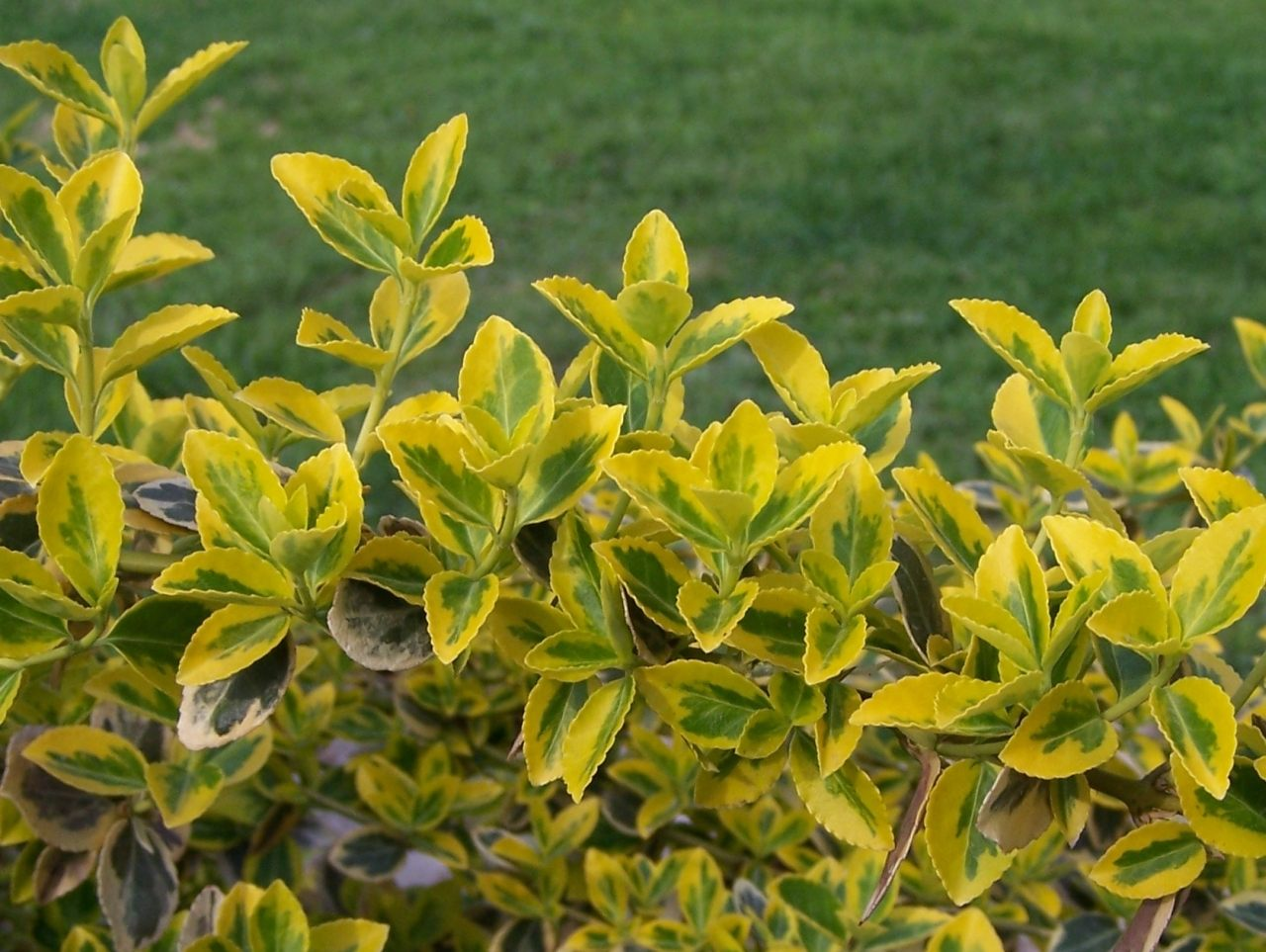
Euonymus fortunei cv. 'Emerald'n'Gold'

## Sources
- (en) Cet article est partiellement ou en totalité issu de l’article de Wikipédia en anglais intitulé « Euonymus » (voir la liste des auteurs).
- Allen J. Coombes, Arbres, Éd. Larousse, 2005,  (ISBN 2035604028).